# Port lotniczy San Salvador
Port lotniczy San Salvador – port lotniczy zlokalizowany w mieście Cockburn Town, na wyspie San Salvador (Bahamy).